# Ludwig Bieberbach
Ludwig Bieberbach, né en 1886 à Goddelau (Hesse) et mort en 1982 à Oberaudorf (Bavière) est un mathématicien allemand.
Il a résolu une partie du dix-huitième problème de Hilbert et formulé une célèbre conjecture (dont il a démontré un cas particulier). Cette conjecture est démontrée dans toute sa généralité en 1985 par Louis de Branges.
Activement lié au nazisme dont il épouse les thèses (il écrit d'ailleurs des textes idéologiques et brima ses collègues juifs), il est le fondateur de la revue Deutsche Mathematik (en).

## Biographie
Il est le fils d'Eberhard Bieberbach, directeur de l'asile de Heppenheim-Bergstrasse et de Lina Louis, son épouse. Il étudie à l'université de Heidelberg et à l'université de Göttingen. Il obtient son doctorat, dirigé par Felix Klein, en 1910. La même année, il obtient un emploi en tant que maître de conférences à l'université de Königsberg. En 1913, il est professeur titulaire à l'université de Bâle et en 1915 à l'université de Francfort. Il enseigne à l'université de Berlin de 1921 à 1945.
De 1924 à 1945, il fait partie de l'Académie prussienne des sciences de Berlin. En 1924, il entre également à l'Académie allemande des sciences (Leopoldina). Bieberbach est membre du conseil des nazis depuis 1933 et membre actif du Parti national-socialiste des travailleurs allemands (NSDAP) depuis 1937. Il contribue à la discrimination envers les scientifiques juifs d'Allemagne, notamment Hilda Geiringer, Edmund Landau et Issai Schur, avec qui il avait publié en 1928 un ouvrage sur la géométrie des nombres. Il a essayé d'établir une « mathématique allemande » et a fondé un magazine du même nom, Deutsche Mathematik. En 1934 il publie, sans concertation avec ses collègues, une lettre ouverte au célèbre mathématicien danois Harald Bohr dans le rapport annuel de la Deutsche Mathematiker-Vereinigung (DMV). Cette initiative fait scandale et il doit alors renoncer à toutes ses responsabilités au sein de la DMV. En 1945, Bieberbach est démis de toutes ses fonctions. En 1949, il est invité par Alexander Ostrowski, pour tenir des conférences à Bâle, mais est fortement critiqué. Dans les années cinquante, il vit à Berlin-Dahlem, puis plus tard à Oberaudorf.
En 1932, il a donné une conférence plénière au Congrès international des mathématiciens à Zurich.

## Note et référence
1. ↑  (en) Alexander Soifer, The Mathematical Coloring Book: Mathematics of Coloring and the Colorful Life of its Creators
Mathematics and Statistics, Springer, 2008 (lire en ligne), p. 328 : en mars 1938, sur une main courante de l'Académie des sciences de Prusse, Bieberbach écrit, juste en dessous de la signature de Schur : « Je suis surpris que des Juifs appartiennent encore aux commissions de l'Académie. ». Sur cette même circulaire, cette demande d'expulsion est appuyée par Theodor Vahlen (en) et Max Planck déclare s'en charger.
2. ↑  (de) « Die Kunst des Zitierens, ein offener Brief an Harald Bohr in København ».